# Ракета земља-земља
Земља–земља ракете (РЗЗ) су балистичке ракете конструисане за лансирање са копна или воде ради погађања циљева на копну или води.Могу бити испаљиване из ручних (преносних) система, монтираних система са возила, са фиксних исталација или са бродова.
Њих углавном покрећу ракетни мотори или се понекад испаљују помоћу експлозивног пуњења, јер је лансирна платформа најчешће непокретна или споро-покретна.Оне обично садрже пераја или крилца ради подизања и стабилности, иако хипер брзе и ракете кратког домета могу употребити подизање свога тела или прелетати балистичку траекторију.V-1 (летећа бомба) била је прва употребљива земља-земља ракета.
Савремене земља-земља ракете су углавном су навођене.Неке невођене ракете 3емља-земља обично називамо ракете( као на пример бацачи РПГ-7 или М-27 Лав који је против-тенковска ракета док су БГМ-71 ТОВ или 2К8 Фаланга против-тенковски вођени системи.

## Врсте
Ракете земља земља се деле у :
- Балистичка ракета: креће се у високој траекторији, сагоревање мотора одвија се у деловима током лета .
  - Тактичка балистичка ракета (ТБР): Је домета од 150 до 300 km.
    - Балистичка ракета теренског домета (БРТД) : Је домета мањег од 200 km.

  - Бојишна балистичка ракета (ББР) : домета од 300 до 3500 km.
    - Балистичка ракета кратког домета (БРКД): домета од 1000 km или краћег.
    - Балистичка ракета средњег домета (БРСД): домета од 1000 до 3500 km.

  - Балистичка ракета интермедијарног домета (БРИД): домета између 3500 и 5500 km
  - Интерконтинентална балистичка ракета (ИКБР): домета већег од 5500 km
  - Подморничка балистичка ракета (ПБР): лансирају се са ракетне балистичке подморнице, сви тренутни проекти имају интерконтинентални досег.
- Крстарећа ракета: креће се ниско изнад земље, мотор сагорева током целог лета, уобичајен домет је око 2500 km.
- Против-тенковска вођена ракета(ПТВР):креће се ниско изнад земље, може а и не мора сагорети сво гориво мотора током лета, уобичајен домет је 5 km .
- Протв-бродска ракета(ПБР): крећу се ниско изнад копна и воде, обично израња и зарања пре ппогађања мете, просечан домет је 130 km.

Различите државе у свету на различите начине означавају исте врсте оваквих ракета.